# یواس‌اس او-۱۶ (اس‌اس-۷۷)
یواس‌اس او-۱۶ (اس‌اس-۷۷) (به انگلیسی: USS O-16 (SS-77)) یک زیردریایی بود که طول آن ۱۷۵ فوت (۵۳ متر) بود. این زیردریایی در سال ۱۹۱۸ ساخته شد.